# Exsurge Domine
Exsurge Domine (lett. "Sorgi, o Signore", dal latino exsurgo, alzarsi, ribellarsi, e Dominus, Signore, nella sua accezione ecclesiastica) è una bolla papale emessa da papa Leone X il 15 giugno 1520 in risposta sia alla contestazione sulle indulgenze del 1517 che agli scritti successivi del teologo tedesco Martin Lutero.

## Storia
Il papa esigeva che Martin Lutero ritrattasse 41 errori specifici, desunti dalle sue 95 tesi o dagli scritti successivi, entro un periodo di sessanta giorni dalla pubblicazione della bolla. Sebbene il documento non criticasse direttamente tutti i punti enunciati da Lutero, essa vietava in tutti i paesi cattolici la stampa, la vendita e la lettura di qualsiasi libro contenente gli errori e le eresie contenuti negli scritti luterani e imponeva alle autorità secolari (tutti i principi tedeschi) di far rispettare questo divieto nei loro domini.
Il frate teologo attese sei mesi, ma alla scadenza del 10 dicembre 1520 bruciò pubblicamente sulla piazza di Wittenberg, tra gli applausi dei suoi sostenitori, la sua copia della bolla assieme ai volumi del Corpus iuris canonici. Questo fu l'inizio della rivolta antiromana che avrebbe portato alla scomunica definitiva di Lutero con la bolla Decet Romanum Pontificem.

## Bibliografia

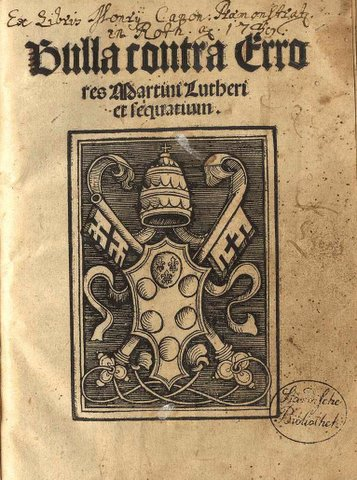
Frontespizio della prima edizione stampata